# جان هاريسون
جان هاريسون (بالإنجليزية: Jan Harrison)‏ هي رسامة أمريكية، ولدت في 18 ديسمبر 1944.